# Bassaniodes adzharicus
Bassaniodes adzharicus es una especie de araña cangrejo del género Bassaniodes, familia Thomisidae. Fue descrita científicamente por Mcheidze en 1971.

## Distribución
Esta especie se encuentra en Georgia.